# Јорди Меус
Јорди Меус (хол. Jordi Meeus; 1. јул 1998) белгијски је професионални бициклиста који тренутно вози за UCI ворлд тур тим Ред бул—Бора—ханзгро. Освојио је по једном Париз—Бурж, Примус класик, Сиркуит де Валоније и Копенхаген спринт. Остварио је једну етапну побједу на Тур де Франсу, на етапи до Јелисејских поља.
Каријеру је почео 2018. у Сег академији, а 2020. је освојио првенство Белгије у друмској вожњи за возаче до 23 године. Године 2021. прешао је у тим Бора—ханзгро, а исте године је освојио Париз—Бурж трку, завршио је Еурометропола тур на другом мјесту, иза Фабиа Јакобсена и возио је своју прву, гранд тур трку — Вуелта а Еспању. Године 2022. освојио је Примус класик и завршио је првенство Белгије у друмској вожњи на другом мјесту, иза Тима Мерлијеа.
Године 2023. освојио је Сиркуит де Валоније трку, завршио је Даун андер класик на другом мјесту, иза Кејлеба Јуана, након чега је возио Тур де Франс по први пут и остварио је побједу на етапи до Јелисејских поља, побиједивши у спринту Јаспера Филипсена.